# Samcova
Samcova je ulice v Praze 1 spojující Biskupskou s Klimentskou. Je orientována severojižním směrem a měří zhruba 100 m. Pro automobily je jednosměrná z Klimentské do Biskupské. Ulice je v převážné své délce vydlážděna a nacházejí se zde dva plastikové zpomalovací prahy.

## Průběh
Ulice začíná na jihu na křižovatce ulic Petrská x Biskupská. Biskupská je pokračování Samcové. Po několika metrech je vlevo odbočka do Lodecké. Následuje vlevo odbočka do Klimentské a po dalších asi 5 metrech Samcova končí na křižovatce ulic Holbova (vlevo), Lodní mlýny (rovně) a Klimentská (vpravo).

## Historie
Ulice v těchto místech již kolem roku 1400. V té době nazývána Mezi pekaři. Poté přejmenována na Mlýnskou, což souviselo s její funkcí přivádět lidi k novoměstským mlýnům. Od roku 1869, pak současný název odvozený od domu čísla orientačního 1 (současný dům je ale z počátku 20. století), který se jmenoval U Samců a faktu, že zde pan Václav Samec ze Stráže držel nedaleko v roce 1607 dům.

## Galerie

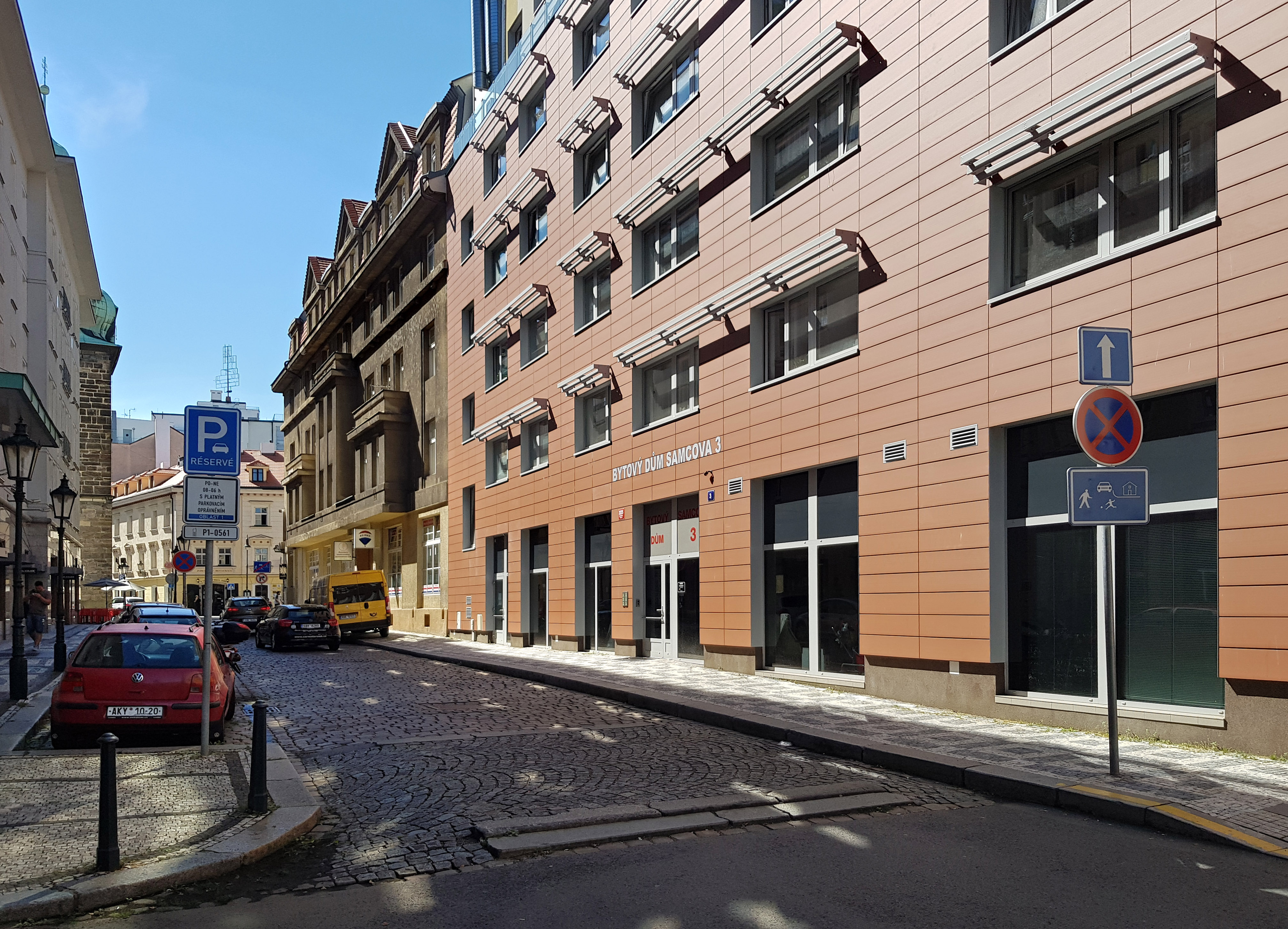
Část ulice od Lodecké k Petrské
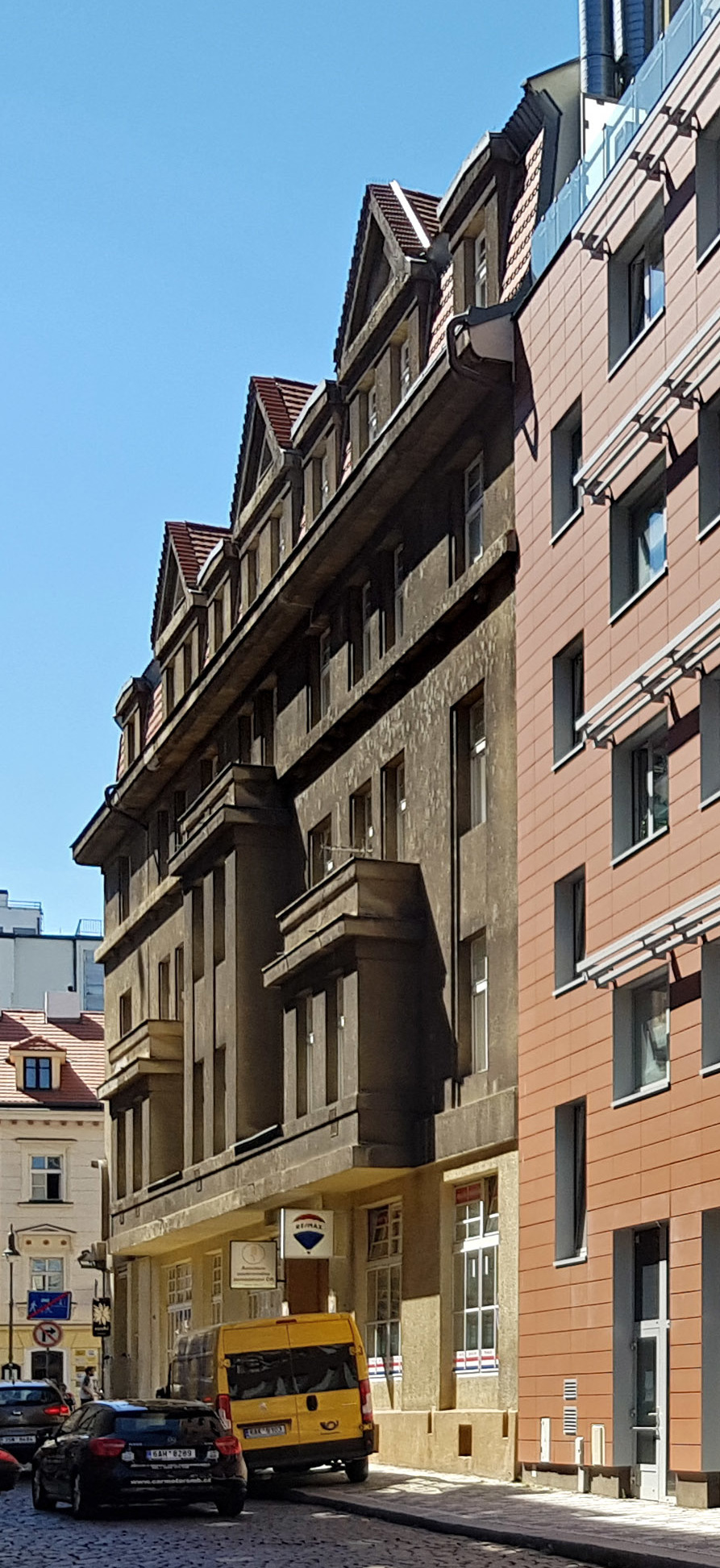
Dům U Samců
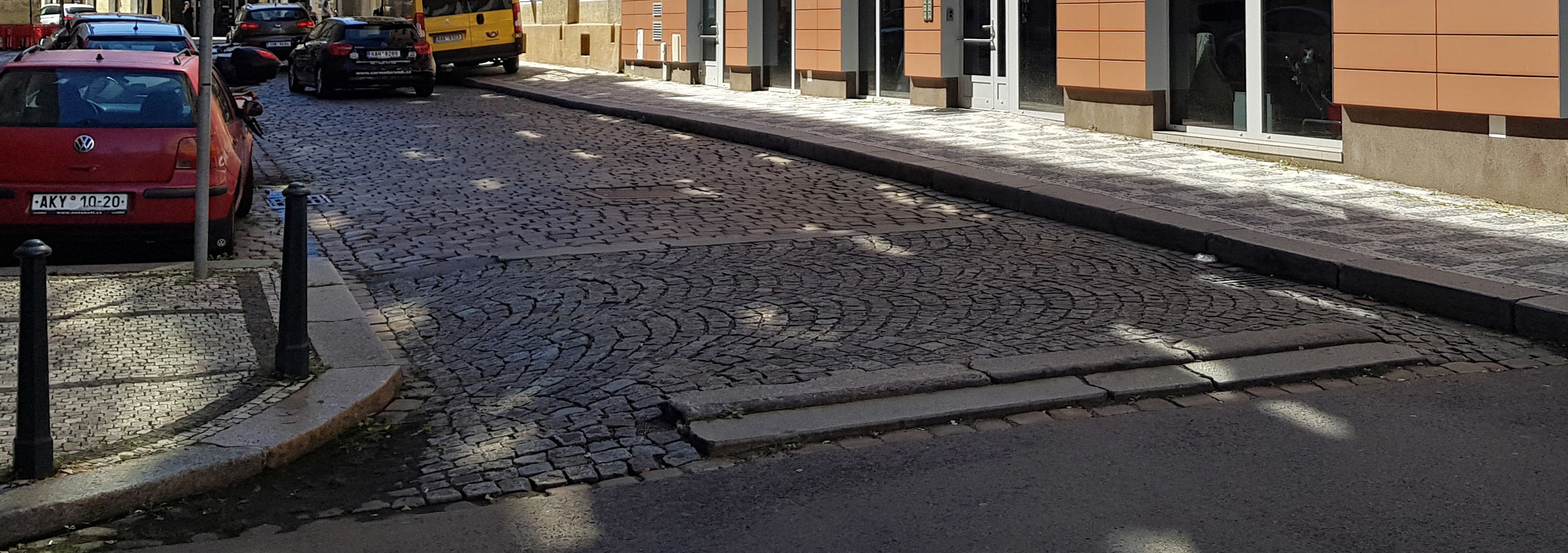
Ukázka retardéru a dlažby